# Benerville-sur-Mer
Benerville-sur-Mer és un municipi francès situat al departament de Calvados i a la regió de Normandia. L'any 2007 tenia 494 habitants.

## Demografia

### Població
El 2007 la població de fet de Benerville-sur-Mer era de 494 persones. Hi havia 256 famílies de les quals 116 eren unipersonals (28 homes vivint sols i 88 dones vivint soles), 80 parelles sense fills, 44 parelles amb fills i 16 famílies monoparentals amb fills.
La població ha evolucionat segons el següent gràfic:
Habitants censats

### Habitatges
El 2007 hi havia 1.231 habitatges, 263 eren l'habitatge principal de la família, 920 eren segones residències i 48 estaven desocupats. 483 eren cases i 745 eren apartaments. Dels 263 habitatges principals, 158 estaven ocupats pels seus propietaris, 87 estaven llogats i ocupats pels llogaters i 18 estaven cedits a títol gratuït; 19 tenien una cambra, 75 en tenien dues, 55 en tenien tres, 46 en tenien quatre i 68 en tenien cinc o més. 198 habitatges disposaven pel capbaix d'una plaça de pàrquing. A 141 habitatges hi havia un automòbil i a 86 n'hi havia dos o més.

### Piràmide de població
La piràmide de població per edats i sexe el 2009 era:
| Homes | Edats   | Dones |
| ----- | ------- | ----- |
| 0     | 95 o +  | 0     |
| 0     | 90 a 94 | 0     |
| 4     | 85 a 89 | 8     |
| 4     | 80 a 84 | 8     |
| 12    | 75 a 79 | 8     |
| 16    | 70 a 74 | 16    |
| 12    | 65 a 69 | 28    |
| 20    | 60 a 64 | 12    |
| 12    | 55 a 59 | 8     |
| 8     | 50 a 54 | 16    |
| 24    | 45 a 49 | 24    |
| 20    | 40 a 44 | 16    |
| 16    | 35 a 39 | 8     |
| 28    | 30 a 34 | 36    |
| 8     | 25 a 29 | 4     |
| 4     | 20 a 24 | 20    |
| 4     | 15 a 19 | 56    |
| 0     | 10 a 14 | 4     |
| 8     | 5 a 9   | 12    |
| 16    | 0 a 4   | 12    |

## Economia
El 2007 la població en edat de treballar era de 298 persones, 213 eren actives i 85 eren inactives. De les 213 persones actives 188 estaven ocupades (97 homes i 91 dones) i 25 estaven aturades (9 homes i 16 dones). De les 85 persones inactives 35 estaven jubilades, 18 estaven estudiant i 32 estaven classificades com a «altres inactius».

### Ingressos
El 2009 a Benerville-sur-Mer hi havia 283 unitats fiscals que integraven 514,5 persones, la mediana anual d'ingressos fiscals per persona era de 21.950 €.

### Activitats econòmiques
Dels 25 establiments que hi havia el 2007, 1 era d'una empresa alimentària, 1 d'una empresa de fabricació d'altres productes industrials, 2 d'empreses de construcció, 6 d'empreses de comerç i reparació d'automòbils, 1 d'una empresa d'hostatgeria i restauració, 1 d'una empresa financera, 6 d'empreses immobiliàries, 4 d'empreses de serveis i 3 d'empreses classificades com a «altres activitats de serveis».
Dels 7 establiments de servei als particulars que hi havia el 2009, 1 era un paleta, 1 fusteria, 1 veterinari, 1 restaurant, 2 agències immobiliàries i 1 saló de bellesa.

## Poblacions més properes
El següent diagrama mostra les poblacions més properes.